# Elio Ferrazzi
Elio Ferrazzi (Milano, 19 novembre 1932 – Brescia, 21 ottobre 1978) è stato un calciatore italiano, di ruolo difensore.

## Carriera
Ha giocato in Serie A con la maglia del Palermo nella stagione 1961-1962 (15 presenze), esordendo in massima serie il 27 agosto 1961 a Bologna in Bologna-Palermo (1-0).
Ha giocato in Serie B con il Como, sommando 101 presenze, e due anni con il Brescia, durante i quali, da difensore, ha realizzato tre reti nei 64 incontri disputati. Ha esordito con la V sul petto a Messina il 20 settembre 1959 nella partita Messina-Brescia (0-0).
Ha poi giocato in Serie C con Varese nella sua prima stagione e Monza nell'ultima giocata.